# Сэндис, Энтони Фредерик Огастас
Э́нтони Фре́дерик Ога́стас Сэ́ндис (англ. Anthony Frederick Augustus Sandys) или просто Фредерик Сэндис (1 мая 1829 — 25 июня 1904) — английский живописец-прерафаэлит, иллюстратор и рисовальщик, писавший по большей части портреты, а также произведения в жанре мифологической живописи.

## Биография
Фредерик Сэндис, настоящее имя — Антонио Фредерик Огастас Сэндс (англ. Antonio Frederic Augustus Sands), родился 1 мая 1829 года в Норидже, графстве Норфолк. Первые уроки рисования он получил от отца, который сам был художником. В 1846 году Сэндис, проявлявший выдающиеся способности, по совету отца отправился в Нориджскую дизайнерскую школу (англ. Norwich School of Design), и получил известность благодаря карикатуре на картину Джона Эверетта Милле «Сэр Изюмбрас» в 1857 году. Художник вместо лошади поместил осла, помеченного буквами «J. R., Oxon» (J. R. — Джон Рёскин, Oxon — Оксфорд), сверху сидел Милле в рыцарских доспехах, а двое маленьких детей спереди и сзади изображали товарищей Милле по Братству прерафаэлитов Данте Габриэля Россетти и Уильяма Холмана Ханта. Пародия называлась «Ночной кошмар», англ. «A Nightmare». Как ни странно, Сэндис и Россетти стали близкими друзьями, Сэндис одно время даже жил в доме Россетти в Чейни-Вок (Челси). Многие картины Сэндиса написаны под сильным влиянием Россетти, впоследствии обвинявшего его в плагиате.
В 1860-е годы Сэндис получает определённое признание, работая в таких периодических изданиях, как «Once a Week», «Cornhill Magazine» и «Good Words». Иллюстрации Сэндиса, никогда не публиковавшегося в книгах, а только в журналах, в настоящее время очень ценятся среди коллекционеров. В тот же период его картины появляются в галереях. Наиболее известны «Вивиана» (англ. Vivien, 1863 г.), «Фея Моргана» (англ. Morgan le Fay, 1864 г.), «Кассандра» (англ. Cassandra), «Елена Троянская» (англ. Helen of Troy) и «Медея» (англ. Medea, 1868 г.) Однако Сэндис, уделявший живописи мало времени, так и не стал известным художником при жизни.
Сэндис всегда страдал от нехватки денег, в том числе и потому, что много пил. В 27 лет он женился на Джорджиане Крид (англ. Georgiana Creed), но прожил с ней только три года, хотя официально развод так и не был оформлен. Остаток жизни Сэндис провёл с актрисой Мэри Джонс (сценический псевдоним — Мисс Клив, англ. Miss Clive), которая стала известна как «Миссис Сэндис» и родила ему десятерых детей. Он умер в Лондоне в 1904 году.

## Творчество
В настоящее время картины и рисунки Сэндиса можно найти во многих известных музеях, в частности, в Национальной портретной галерее в Лондоне, в Манчестерской художественной галерее, в Галерее Тейт, в музеях Нориджа, в бостонском Музее изящных искусств.
Сэндис считается одним из наиболее талантливых прерафаэлитов. Его излюбленными темами были легенды Артуровского цикла («Фея Моргана») и скандинавская мифология («Валькирия»), он также является автором нескольких портретов известных людей в частности, Теннисона и Браунинга.